# Armée régionale japonaise de Birmanie
L'armée régionale japonaise de Birmanie (緬甸方面軍, Biruma hōmen gun) est une partie de l'armée impériale japonaise responsable de la défense de l'État de Birmanie.

## Histoire
L'armée régionale japonaise de Birmanie est formée le 27 mars 1943 sous le contrôle du groupe d'armées expéditionnaire japonais du Sud en tant que garnison chargée de défendre l'État de Birmanie, nominalement indépendant, contre la réoccupation et la recolonisation par les forces britanniques basées dans l'Inde voisine.
L'armée régionale japonaise de Birmanie n'est pas équipée comme les autres unités nominales de force similaire en raison des problèmes d'acheminement du matériel à cause des attaques britanniques et américaines sur les lignes navales japonaises. Ainsi, de nombreux équipements de logistiques sont achetés sur place en Birmanie, en Malaisie, et en Thaïlande. En 1943, la principale mission de l'armée est de réprimer les insurrections des Shans, des Karens, et d'autres groupes ethniques de régions éloignées, et de réagir aux incursions des Chindits venant d'Inde britannique ou des forces du Kuomintang venant du Yunnan.
Pour les campagnes de la saison de 1944, le lieutenant-général Renya Mutaguchi, commandant de la 15e armée alors affectée à l'armée régionale de Birmanie, insiste pour adopter une stratégie offensive. La bataille de Kohima et la bataille d'Imphal font cependant parties des pires désastres de l'armée impériale japonaise. En conséquence, durant les opérations suivantes de la campagne de Birmanie, les troupes japonaises subissent de lourdes pertes, et après la bataille de Meiktila et de Mandalay et l'opération Dracula, elles sont repoussées hors de Birmanie.
Les éléments survivants de l'armée régionale japonaise de Birmanie se rendent aux forces alliés à Moulmein le 15 août 1945.

## Commandants

### Officiers
|   | Nom                                | De           | À                 |
| - | ---------------------------------- | ------------ | ----------------- |
| 1 | Lieutenant-général Masakazu Kawabe | 18 mars 1943 | 30 août 1944      |
| 2 | Général Heitarō Kimura             | 30 août 1944 | 12 septembre 1945 |

### Chef d'état-major
|   | Nom                                      | De                | À                 |
| - | ---------------------------------------- | ----------------- | ----------------- |
| 1 | Lieutenant-général Eitaro Naka           | 18 mars 1943      | 22 septembre 1944 |
| 2 | Général Shinichi Tanaka                  | 22 septembre 1944 | 23 mai 1945       |
| 3 | Lieutenant-général Tsunamasa Shidei (en) | 23 mai 1945       | 29 juillet 1945   |